# Zibreira
Zibreira ist eine Ortschaft und Gemeinde in Mittel-Portugal. Hier liegt die Höhle Gruta da Aroeira, wo 2014 mit dem Aroeira-3-Schädel der älteste menschliche Knochen gefunden wurde. Über den Fund wurde international berichtet, nachdem er 2017 veröffentlicht wurde.

## Geschichte
Anfang des 17. Jahrhunderts existierte der Ort bereits mit eigener Kirche.
Eine eigenständige Gemeinde ist Zibreira vermutlich seit 1758.

## Verwaltung
Zibreira ist Sitz einer gleichnamigen Gemeinde (Freguesia) im Kreis (Concelho) von Torres Novas im Distrikt Santarém. Die Gemeinde hat 940 Einwohner und eine Fläche von 11 km² (Stand 19. April 2021).
Folgende Ortschaften liegen in der Gemeinde:
- Almonda
- Casal dos Cardos
- Renova
- Videla
- Zibreira